# Euceros taiwanus
Euceros taiwanus är en stekelart som beskrevs av Dmitriy R. Kasparyan 1992. Euceros taiwanus ingår i släktet Euceros och familjen brokparasitsteklar. Inga underarter finns listade i Catalogue of Life.